# إيجا بيفا
إيجا بيفا (Eega Biva)، هو شخصية كرتونية مملوكة لشركة والت ديزني . ظهر في قصص ديزني المصورة وكان حاضراً في عالم ميكي ماوس ، وقد تم إنشاؤه بواسطة رسام الكاريكاتير فلويد جوتفريدسون . ظهر لأول مرة في كتاب رجل الغد 26 سبتمبر 1947.
قام فلويد جوتفريدسون بجعل الشخصية واحدة من نجوم القصص المصورة لميكي ماوس، مما جعله المساعد الرئيسي لميكي على حساب بندق . وفي يوليو 1950 ، قرر سحبه نهائيًا من السلسلة. لقد أهمل المؤلفون الأمريكيون فيما بعد شخصية إيجا بيفا؛ استمر المؤلفون الأوروبيون-وخاصةً الإيطاليون منهم- والمؤلفون من أمريكا اللاتينية بإدراجه في القصص.

## شخصية
إيجا بيفا هو رجل من المستقبل (كما ستظهر البشرية بعد ألف عام)، وهو صديق ميكي وبندق. وستقدمه القصص اللاحقة كمستكشف للزمن، وستجعله يعود، مع ميكي، إلى عصره الأصلي. تطورت طريقة رسم رأسه من مثلث في البداية، تحت قلم جوتفريدسون نحو شكل مسطح إلى حد ما، والذي احتفظ به المصممون الآخرون، في حين تشبه يداه القفازات. على عكس معظم شخصيات القصص المصورة الأخرى في ديزني، فهو لا يمتلك خصائص حيوانية.
اسمه الحقيقي هو: "بيتيسبوروم بسرسي بيستاشي بسيتر بسرسيمون بلومر-بوش". إنها كلمة غير قابلة للنطق، وخاصة مع طريقة نطق إيجا التي تحتوي على لثغة (في النسخة العربية). "إيجا بيفا"هو الاسم الأكثر ملاءمة الذي سيعيد ميكي تسميته به بعد ذلك، استنادًا إلى نوعي الكلمات الصوتية التي ينطق بها كثيرًا قبل تعلم التحدث بإحدى لغات البشر المستقبليين.
منذ عقد السبعينيات فصاعدًا، لم تعد القصص التي نشرتها شركة ديزني إيطاليا تقدمه باعتباره بشري من المستقبل ولكن مثل كائن فضائي ، فقد حكم المؤلفون والمترجمون الإيطاليون بأن هذا الوصف يناسب بنيته الجسدية بشكل أفضل. وقد تم تبني هذا التقليد في فرنسا، ولا سيما من قبل كاتب السيناريو جيم ليني، بينما يظل إيغا بيفا في الولايات المتحدة رجل المستقبل. انتهى الأمر بالمؤلفين الإيطاليين إلى العودة، في عام 2000 فيما بعد ، إلى التعريف الأول للشخصية.
يتم تصوير إيجا بيفا على أنه شخصية محببة تساعد بندق وميكي في حل القضايا. على الرغم من أن سلوكه يبدو غير متجانس في كثير من الأحيان، كان إيجا بيفا عالماً لامعاً، قادراً على تطوير أجهزة ثورية. لديه حيوان أليف، وهو نوع من الكلاب ذو جسم نحيف، اسمه بفليب . في ظهوره الأول، يقدم لميكي صورة خطيبته، لكنها لا تظهر في أي قصص لاحقة، كان لديه-وفقًا للمؤلفين- العديد من الخطيبات المتعاقبات من عصره. في قصة برازيلية، لديه أيضًا عمة، ماروكاس ، وعم، بونيفاسيو ، واثنين من أبناء أخيه، تيكو وتوكا .
يتمتع إيجا بيفا بميزات خاصة أخرى مثل القدرة على النوم فوق عمود السرير والقدرة على تخزين الكثير من الأشياء المختلفة في جيوب في مئزره الصغير. على الرغم من صغر حجمه وبنيته الجسدية النحيلة، إلا أنه قوي جسديًّا بشكل مدهش. وهو أيضًا ذكي بشكل خاص، على الرغم من أنه ساذج إلى حد ما بشكل عام. كما أنه يعاني من حساسية تجاه المال، وخاصة الأوراق النقدية.

## مرات ظهور إيجا بيفا
منذ عام 1947، ظهر إيجا بيفا في عدة مئات من القصص. يسرد موقع إندوكس في عام 2008 حسب البلدان والمنتجين :
- الولايات المتحدة: 15 قصة مصورة
- إيطاليا: 196 قصة مصورة
- الدنمارك: 11 قصة مصورة
- فرنسا: 19 قصة مصورة
- البرازيل: 23 قصة مصورة
- المملكة المتحدة: 10 قصص مصورة